# Thamar Henneken
Thamar Henneken (Delft, 2 de agosto de 1979) es una nadadora neerlandesa retirada especializada en pruebas de estilo libre, donde consiguió ser subcampeona olímpica en 2000 en los 4 x 100 metros.

## Carrera deportiva
En los Juegos Olímpicos de Sídney 2000 ganó la medalla de plata en los 4 x 100 metros estilo libre, con un tiempo de 3:39.83 segundos que fue récord de Europa, tras Estados Unidos (oro) y por delante de Suecia (bronce).